# プロレタリア民主主義
プロレタリア民主主義（プロレタリアみんしゅしゅぎ）とは、マルクス・レーニン主義が主張するプロレタリアによる民主主義。
ウラジーミル・レーニンは著作「国家論ノート」の中で、ブルジョア民主主義は「富者だけのための民主主義」で「少数者のための民主主義」であるが、プロレタリア民主主義は「貧者のための民主主義」で「多数者のための民主主義」であり、この二つは「別の民主主義」、と記載した。
共産主義者による体制や思想には以下もある。
- ソビエト - ロシア革命時に形成された労働者・農民・兵士の評議会
- 最高会議 - ソビエト連邦における、各社会主義共和国およびソビエト連邦の最高議会
- 人民民主主義 - ソ連などの一党制に対し、統一戦線の観点による形式的な複数政党制（ヘゲモニー政党制）
- 新民主主義 - 毛沢東の掲げた民主主義
- 労働者評議会 - 評議会共産主義などが主張
- ユーロコミュニズム - 1970年代以降の西欧の共産党の路線。暴力革命やプロレタリア独裁などを放棄した。